# Gabriel Tigerman
Gabriel Tigerman est un acteur, producteur et scénariste américain né en 1980 à Los Angeles en Californie (États-Unis).

## Filmographie

### Cinéma
- 2004 : Starkweather : Robert Jensen
- 2006 : Guy Walks Into a Bar : Varié
- 2006 : Something New : Darren
- 2007 : Fish Out of Water: Movie Night : Tom Chestnut
- 2007 : Skills Like This : Dave
- 2007 : La Guerre selon Charlie Wilson : un joueur d'échecs
- 2008 : Fish Out of Water: The Nightmare : Tom Chestnut
- 2010 : The Bannen Way : Zeke
- 2010 : Fish Out of Water: Joyride : Tom Chestnut
- 2011 : Balls to the Wall : Eddie Niles

### Séries

#### Acteur
- 2003 : Mes plus belles années (Saison 1, Episode 19) : Carl Wilson
- 2004 : Pilot Season : Gabriel 'Gabe' Tigerman
- 2005 : The Inside : Dans la tête des tueurs (Saison 1, Episode 11) : Marco
- 2005 : FBI : Portés disparus (Saison 4, Episode 5) : Eli
- 2006 : Grey's Anatomy (Saison 2, Episode 24) : Noah Reynolds
- 2006 - 2007 : Supernatural (Saison 2, Episodes 5 et 21) : Andrew Gallagher
- 2007 : Journeyman (Saison 1, Episodes 2, 4 et 5) : Jessie
- 2008 : Chocolate News (Saison 1, Episode 3) : un Membre du Personnel de McCain
- 2011 : Bonne chance Charlie (Saison 1, Episodes 24 et 25) : Will
- 2012 : La Liste du Père Noël (Naughty Or Nice) (TV) : Marco Webb
- 2014 : Bones : Aldus Carter (Saison 10, épisode 5)

#### Producteur
- 2008 : Fish Out of Water: The Nightmare (coproducteur exécutif)

#### Scénariste
- 2007 : Skills Like This
- 2007 : Fish Out of Water: Movie Night
- 2008 : Fish Out of Water: The Nightmare

#### Lui-Même
- 2002 : The Jamie Kennedy Experiment (Saison 2, Episode 2) : Lanceur de Tomates
- 2005 : Punk'd : Stars piégées (Saison 4, Episode 6 ; Saison 5, Episodes 1, 2, 3 et 5) : Agent de Terrain